# Алоїз Віндіш
Алоїз Віндіш (нім. Alois Windisch; 3 лютого 1892, Бад Фішау-Брунн — 28 грудня 1958, Вінер-Нойштадт) — австро-угорський, австрійський і німецький офіцер, генерал-майор вермахту (10 серпня 1943). Кавалер лицарського хреста Військового ордена Марії Терезії і Лицарського хреста Залізного хреста.

## Біографія
Учасник Першої світової вій, після закінчення якої продовжив службу в австрійській армії. Після аншлюсу автоматично перейшов у вермахт. З 16 лютого 1944 року — заступник командира 292-ї піхотної дивізії. З 30 липня 1944 року — командир 281-ї охоронної дивізії. З жовтня 1943 року — командир 264-ї піхотної дивізії, яка діяла в Далмації. 8 або 9 травня 1945 року взятий в полон американськими військами в Зуммерау, потім переданий радянській військовій владі. У травні 1946 року відправлений до Югославії. Військовим трибуналом в Белграді засуджений до страти, яка пізніше була замінена 20-річним тюремним ув'язненням. 30 червня 1952 року звільнений на клопотанням федерального президента Теодора Кернера і міністра оборони Австрії Фердинанда Розенгау.

## Нагороди
- Бронзова і срібна медаль «За військові заслуги» (Австро-Угорщина) з мечами
- Хрест «За військові заслуги» (Австро-Угорщина) 3-го класу з військовою відзнакою і мечами
- Орден Залізної Корони 3-го класу з військовою відзнакою і мечами
- Військовий Хрест Карла
- Медаль «За відвагу» (Гессен)
- Медаль «За поранення» (Австро-Угорщина) з трьома смугами
- Військовий орден Марії Терезії, лицарський хрест (11 грудня 1925)
- Пам'ятна військова медаль (Австрія) з мечами
- Пам'ятна військова медаль (Угорщина) з мечами
- Орден Заслуг (Австрія), лицарський хрест (13 березня 1935)
- Почесний хрест ветерана війни з мечами
- Медаль «За вислугу років у Вермахті» 4-го, 3-го, 2-го і 1-го класу (25 років)
- Медаль «У пам'ять 1 жовтня 1938»
- Нагрудний знак «За поранення» в чорному
- Залізний хрест
  - 2-го класу (20 березня 1940)
  - 1-го класу (9 травня 1940)
- Лицарський хрест Залізного хреста (20 червня 1940)
- Нагрудний знак «За участь у загальних штурмових атаках»
- Нарвікський щит (1941)
- Орден Хреста Свободи 2-го класу з мечами (Фінляндія; 12 грудня 1941)
- Медаль «За зимову кампанію на Сході 1941/42» (1942)
- Орден Корони короля Звоніміра (Хорватія)